# ایراندخت فیاض
ایراندخت فیاض از استادان دانشگاه و فعالان سیاسی ایران است. وی در حیطه فلسفه تعلیم و تربیت و روانشناسی تحصیل کرده است و به تدریس و پژوهش در این حوزه مشغول است. علاوه بر این سوابق متعددی در امور اجرایی و سیاسی بر عهده داشته است.

## فعالیت‌های علمی
ایراندخت فیاض هم‌اکنون عضو هیئت علمی گروه فلسفه تعلیم و تربیت اسلامی دانشکده روان‌شناسی و علوم تربیتی دانشگاه علامه طباطبایی می‌باشد. از جمله فعالیت‌های علمی و پژوهشی او، انجام ۶ پروژه تحقیقاتی ملی، تألیف بیش از ۴۰ مقاله، راهنمایی، داوری و مشاوره بیش از ۷۰ پایان‌نامه کارشناسی ارشد و دکتری است.
فیاض عضو کمیته علمی دومین همایش ملی انجمن فلسفه تعلیم و تربیت ایران ۱۳۹۰، هیئت تحریریه مجله علمی و پژوهشی روان‌شناسی تربیتی و مطالعات تربیتی دانشگاه علامه ۱۳۸۹، هیئت تحریریه مجله پژوهش اندیشه و سازمان عقیدتی و سیاسی ناجا ۱۳۸۹، عضو کمیته بازنگری سرفصل‌های رشته علوم انسانی ۱۳۸۹، کمیته علمی چهارمین همایش نواندیشی دینی با محوریت خانواده و زنان ۱۳۹۰، کمیته علمی آموزش در ۱۴۰۴ - ۱۳۸۹ می‌باشد. و پیشتر عضو شورای عالی برنامه‌ریزی دانشگاه شیراز ۱۳۷۷ و عضو شورای علمی بخش تخصصی علوم انسانی بوده است.

## سوابق اجرایی
- دانشیار دانشگاه علامه طباطبایی
- مدیر گروه فلسفه تعلیم و تربیت اسلامی دانشگاه علامه طباطبایی
- مشاور منابع انسانی شهرداری تهران
- مدیر کل دفتر مطالعات فرهنگی مرکز پژوهش های مجلس ۱۳۹۱
- مشاور فرماندار تهران در امور زنان و خانواده از ۱۳۹۱
- رئیس کمیسیون تعلیم و تربیت شورای عالی انقلاب فرهنگی ۱۳۸۸
- دبیر شورای تحول و نوسازی نظام آموزشی کشور شورای عالی انقلاب فرهنگی ۱۳۸۹
- رئیس دانشکده روان‌شناسی و علوم تربیتی دانشگاه علامه طباطبایی ۱۳۸۹
- رئیس بسیج اساتید دانشکده روان‌شناسی و علوم تربیتی ۱۳۸۵
- عضو شورای عالی راهبردی نخبگان ۱۳۸۹
- دبیر شورای مرجعیت علمی ریاست جمهوری ۱۳۸۹
- عضویت گروه هماهنگی و برنامه‌ریزی تربیت معلم ۱۳۸۹
- عضو هیئت امنای دانشگاه تربیت دبیر شهید رجایی ۱۳۸۹
- عضو هیئت امنای دانشگاه پیامبر اعظم(ص) ۱۳۸۹
- نماینده تام‌الاختیار مرکز پژوهش‌های مجلس در شورای فرهنگ عمومی ۱۳۹۲
- مدیر کمیته راهبری پروژه‌های کمیسیون تعلیم و تربیت دبیرخانه شورای عالی انقلاب فرهنگی ۱۳۸۶
- معاونت اداری و مالی دانشکده علوم تربیتی و روان‌شناسی دانشگاه شیراز ۱۳۸۷
- معاون دانشجویی - فرهنگی دانشکده علوم تربیتی و روان‌شناسی دانشگاه شیراز ۱۳۷۸
- عضو کمیته تحول در علوم انسانی ۱۳۸۷
- عضو کمیسیون راهبردی برنامه درسی ملی ۱۳۹۰
- عضو شورای راهبردی تحول نظام آموزش و پروش ۱۳۹۰ تاکنون
- عضو کمیسیون فرهنگ و تمدن شورای عالی عتف وزارت علوم ۱۳۹۰ تا کنون
- عضو کانون دانشگاهیان ایران اسلامی۱۳۹۰ تا کنون
- عضو کمیسیون دایمی هیئت امنای دانشگاه شهید رجایی ۱۳۸۹
- عضو شورای سیاستگذاری طرح شهاب ۱۳۸۹
- عضو کمیته علمی - مشورتی شورای فرهنگ عمومی استان فارس ۱۳۸۵
- همکاری علمی و پژوهشی با سازمان عقیدتی سیاسی نیروی انتظامی ۱۳۸۹
- عضو شورای پژوهشی شورای عالی انقلاب فرهنگی ۱۳۸۸
- عضو کمیسیون مشورتی شورای عالی انقلاب فرهنگی ۱۳۸۸
- نماینده دانشگاه شیراز در استانداری فارس ۱۳۷۷
- نماینده فرهنگی جمهوری اسلامی ایران در کشورهای بوسنی هرزگوین، تایلند، بلاروس و امارات[۴]